# Platianeus
Platianeus is een geslacht van kevers uit de familie  
kniptorren (Elateridae).
Het geslacht is voor het eerst wetenschappelijk beschreven in 2004 door Schimmel.

## Soorten
Het geslacht omvat de volgende soorten:
- Platianeus holzschuhi Schimmel, 2004
- Platianeus kubani Schimmel, 2004